# Crataegus tracyi
Crataegus tracyi är en rosväxtart som beskrevs av William Willard Ashe. Crataegus tracyi ingår i Hagtornssläktet som ingår i familjen rosväxter.

## Underarter
Arten delas in i följande underarter:
- C. t. coahuilensis
- C. t. madrensis